# Самсонівська сільська рада
Самсонівська сільська рада — сільська рада у Краснодонському районі Луганської області з адміністративним центром у селі Самсонівка.
Сільській раді підпорядковане також село Придорожне.
Адреса сільської ради: 94472, Луганська обл., Краснодонський р-н, с. Самсонівка, вул. Молодогвардійська, 30.

## Населені пункти
Населені пункти, що відносяться до Самсонівської сільської ради.
| № | Назва      | Тип  | Рік заснування | Площа км² | Населення (2001), ос. |
| - | ---------- | ---- | -------------- | --------- | --------------------- |
| 1 | Самсонівка | село | 1918           | 2,098     | 1282                  |
| 2 | Придорожне | село | 1973           | 7,96      | 277                   |